# Дален (Саксонія)
Дален (нім. Dahlen) — місто в Німеччині, розташоване в землі Саксонія. Входить до складу району Північна Саксонія.
Площа — 71,68 км2. Населення становить 4189 ос. (станом на 31 грудня 2020).